# Purasawalkam
Purasawalkam (en tamoul : புரசைவாக்கம்) est un quartier résidentiel et commerçant de Chennai, en Inde. Il se trouve près de la gare centrale de Chennai et de la gare de Chennai Egmore.

## Source
- (en) Cet article est partiellement ou en totalité issu de l’article de Wikipédia en anglais intitulé « Purasawalkam » (voir la liste des auteurs).